# Configurações de motores a pistão
A configuração do motor é em engenharia um termo que compreende a disposição dos componentes principais em um motor de combustão interna. As principais caracteristicas que diferenciam uma configuração de outra são: o número de cilindros e a forma com que estes estão dispóstos no motor.

## Motores a pistão

### Categorização quanto à disposição dos cilindros
- Motor monocilíndrico: motor com apenas um cilindro. É a configuração mais simples, e também a forma fundamental de motor a pistão. Todas as demais configurações derivam desta.
- Motor em linha: motor com mais de um cilindro alinhados em uma única linha de cilindros;
- Motor em V: motor com duas linhas de cilindros  alinhados, dispostos em ângulo geralmente de 60 ou 90 graus, formando um "V".
- Motor boxer: motor com os cilindros dispostos em ângulo de 180 graus.
- Motor VR: é uma configuração intermediária entre o motor em "V" e o motor em linha. Apresentam o ângulo de "V" muito estreito, com os cilindros quase em linha, e um único cabeçote para as duas linhas de cilindros.
- Motor em W: motor formado por três ou quatro linhas de cilindros.
- Motor em X: motor formado pela união de dois motores em V, voltados para lados opostos.
- Motor em H: motor formado a partir de dois motores boxer, um sobre o outro, com dois virabrequins.
- Motor em U: motor formado pela união de dois motores em linha, com dois virabrequins.
- Motor de pistões opostos: motor formado por um ou mais conjunto(s) de cilindros alinhados, contendo em cada um dois pistões, cada um ligado a um virabrequim diferente.
- Motor radial: motor com os cilindros dispostos em forma de estrela, em um mesmo plano.
- Motor giratório: motor com características parecidas com o motor radial, com a diferença que neste o virabrequim é fixo, e todas as demais peças do motor giram.
- Motor de Pistão Livre
- Motor de Ciclo Híbrido

## Motores rotativos
- Motor Wankel
- Quasiturbine